# Vườn quốc gia Kelimutu
Vườn quốc gia Kelimutu là một vườn quốc gia nằm ở đảo Flores, Indonesia. Nó bao gồm một vùng đồi núi với núi Kelibara (cao 1.731 m) là điểm cao nhất. Núi Kelimutu, có ba hồ màu, cũng nằm ở vườn quốc gia này. Vườn quốc gia này là một địa điểm thu hút du khách.
Một vài loài cây được bảo vệ trong vườn quốc gia này như: Toona spp., Anthocephalus cadamba, Canarium spp.,  Diospyros ferra, Alstonis scholaris, Schleichera oleosa, Casuarina equisetifolia and Anaphalis javanica.
Một số động vật có nguy cơ cũng sinh sống ở đay như: Javan Rusa, Wild boar sp.,  Red Junglefowl, Elanus sp. và Drongo sp. (Dicrurus sulphurea).
Có 4 loài động vật có vú đặc hữu gồm hai loài gặm nhấm núi: Bunomys naso và chuột Hainald (Rattus hainaldi).
Trong khu vực này cũng có một arboretum, một khu rừng nhỏ (4,5 ha) đại diện cho đa dạng sinh học của vườn quốc gia  Kelimutu. Arboterum gồm 78 loài cây trong 36 họ. Một số loài đặc hữu vườn quốc gia Kelimutu như uta onga (Begonia kelimutuensis), turuwara (Rhododendron renschianum), và arngoni (Vaccinium varingiaefolium).